# Александро-Богдановка
Алекса́ндро-Богда́новка — село в Шемышейском районе Пензенской области России. Входит в состав Синодского сельсовета.

## География
Село находится на юго-востоке центральной части Пензенской области, в пределах северного склона холмистой Хвалынской гряды, в лесостепной зоне, на расстоянии примерно 22 км (по прямой) к юго-востоку от Шемышейки, административного центра района. Абсолютная высота — 201 м над уровнем моря.

### Климат
Климат характеризуется как умеренно континентальный. Средняя температура воздуха самого тёплого месяца (июля) — 20 °C (абсолютный максимум — 38 °C); самого холодного (января) — −19 °C (абсолютный минимум — −44 °C). Безморозный период длится 126 дней. Период активной вегетации составляет 135—145 дней. Годовое количество атмосферных осадков — 490 мм, из которых большая часть выпадает в тёплый период. Снежный покров держится в течение 149 дней.

### Часовой пояс
Село Александро-Богдановка, как и вся Пензенская область, находится в часовой зоне МСК (московское время). Смещение применяемого времени относительно UTC составляет +3:00.

## Население
| 1884 | 1914  | 1921 | 1926 | 1939 | 1979 | 1989 |
| ---- | ----- | ---- | ---- | ---- | ---- | ---- |
| 353  | ↗1042 | ↘584 | ↘573 | ↘362 | ↘204 | ↘112 |
| 1996 | 2002  | 2010 |      |      |      |      |
| ↗117 | ↘105  | ↘87  |      |      |      |      |

### Национальный состав
Согласно результатам переписи 2002 года, в национальной структуре населения русские составляли 94 %.